# Filtre anaérobie
Pour les articles homonymes, voir Anaérobie (homonymie).
Un filtre anaérobie est un système d'assainissement servant à traiter les eaux usées. Il se présente sous la forme d'une fosse septique améliorés par l'ajout de chambres supplémentaires, dotées d'unités de filtration. Lorsque les eaux usées passent par les filtres, la biomasse active fixée à la surface du matériau filtrant dégrade les matières organiques. Ainsi, la DBO peut être réduit de 50 à 90%.
Une première chambre agit comme un décanteur pour laisser les boues se sédimenter. Les chambres suivantes font circuler les eaux usées de façon ascendante (afin de ne pas lessiver la biomasse), puis redescendant par des chicanes. le temps de rétention hydraulique est de 12 à 36 heures. Un regard doit être placé sur chaque chambre afin de pouvoir vidanger les chambres facilement et nettoyer les filtres.
le filtre doit avoir une surface de filtration suffisante et une porosité assez large pour ne pas se boucher. Il est ainsi recommander d'avoir 90 à 300 m2 de superficie filtrante pour 1 m3 de volume. les matériaux couramment utilisés pour le filtre sont les graviers, les pierres ou briques broyées, les parpaings, la pierre ponce ou des morceaux de plastiques conçus spécifiquement, les morceaux devant faire entre 12 et 55 mm de diamètre en moyenne.
Un tel filtre rejette des effluents qui sont encore contaminés et requièrent un traitement secondaire.

## Source
Tilley, Elizabeth, 1979-, Ulrich, Lukas,, Lüthi, Christoph, et Reymond, Philippe,, Compendium des systèmes et technologies d'assainissement (ISBN 9783906484600, OCLC 957385596, lire en ligne)